# Cục Bản đồ, Quân đội nhân dân Việt Nam
Cục Bản đồ trực thuộc Bộ Tổng Tham mưu Quân đội nhân dân Việt Nam là cơ quan tham mưu chiến lược đầu ngành toàn quân về địa hình quân sự và hệ thông tin địa lý. Tổ chức thực hiện việc xây dựng, quản lý ngành Địa hình quân sự. Bảo đảm địa hình và hệ thông tin địa lý cho nhiệm vụ tác chiến và các nhiệm vụ khác của Quân đội. Kết hợp chặt chẽ giữa quốc phòng với kinh tế, kinh tế với quốc phòng, bảo đảm yêu cầu củng cố sự nghiệp quốc phòng – an ninh của đất nước.
- Ngày thành lập: 25 tháng 9 năm 1945.

## Chức năng, nhiệm vụ
- Đề xuất chủ trương, biện pháp, nội dung công tác tham mưu địa hình trong chỉ huy, tác chiến, chuẩn bị chiến trường, huấn luyện, đào tạo, sẵn sàng chiến đấu, tham gia vào hoạch định chủ quyền lãnh thổ, nghiên cứu khoa học công nghệ quân sự
- Tham mưu về địa hình và hệ thông tin địa lý; bảo đảm địa hình và hệ thông tin địa lý cho nhiệm vụ tác chiến và các nhiệm vụ khác của quân đội; kết hợp chặt chẽ giữa quốc phòng với kinh tế bảo đảm yêu cầu củng cố sự nghiệp quốc phòng – an ninh của đất nước.
- Tham mưu cho Bộ Quốc phòng về quản lý nhà nước thuộc lĩnh vực đo đạc và bản đồ trên cơ sở bảo đảm yêu cầu của sự nghiệp quốc phòng, an ninh. Nghiên cứu khoa học, công nghệ tham mưu địa hình và hệ thông tin địa lý, ứng dụng khoa học công nghệ hiện đại vào thực tế của Quân đội. Ứng dụng công nghệ định vị GPS, viễn thám, GIS vào sản xuất tư liệu địa hình như bản đồ các loại tỷ lệ, ảnh hàng không, ảnh vệ tinh, xác định tọa độ, độ cao, số liệu thiên văn, trọng lực, hệ thông tin địa lý. Tham gia hoạch định biên giới, lãnh hải và quản lý nhà nước về trắc địa bản đồ. Tham gia công tác đo đạc – bản đồ phục vụ phát triển kinh tế - xã hội.

## Lãnh đạo hiện nay
- Cục trưởng: Thiếu tướng Hoàng Minh Ngọc
- Phó Cục trưởng: Đại tá Lê Đại Ngọc
- Phó Cục trưởng: Đại tá Trần Ngọc Diễn
- Phó Cục trưởng: Thượng tá Bùi Yên Tĩnh

## Tổ chức
- Phòng Kế hoạch tổng hợp
- Phòng Bản đồ - Viễn thám
- Phòng Trắc địa - Địa hình
- Phòng Quản lý chất lượng
- Phòng Chính trị
- Trung tâm Thông tin địa lý
- Trung tâm Đào tạo nghiệp vụ địa hình quân sự
- Ban Hành chính
- Ban Tài chính
- Công ty TNHH một thành viên Trắc địa bản đồ (SAMCOM)

## Khen thưởng
- Cúp bạc Tổng bộ Việt Minh "Gây cơ sở Phá kỷ lục" lần 1 (1948)
- Cờ thưởng Bộ Tổng Tham mưu "Gây cơ sở Phá kỷ lục" lần 2 (1948)
- Huân chương Chiến công Hạng nhì (1955)
- Huân chương Quân công Hạng nhất (1984)
- Cờ thưởng luân lưu Bộ Tổng Tham mưu - Cơ quan Bộ Quốc phòng (1991)
- Cờ thưởng luân lưu Bộ Tổng Tham mưu - Cơ quan Bộ Quốc phòng (1999)
- Anh hùng Lực lượng Vũ trang Nhân dân (2005)[2]

## Cục trưởng qua các thời kỳ
- Lê Quý Thức, Đại tá (1984)
- Đào Chí Cường, Thiếu tướng (2003)
- Bùi Công Nghĩa, Thiếu tướng (2007)
- Trần Văn Thắng, Thiếu tướng (2012)
- Hoàng Minh Ngọc, Thiếu tướng  (2021)